# Château-Richer
Château-Richer is een stadje (ville) in de Canadese provincie Québec en telt 3834 inwoners.
De zuidoostelijke gemeentegrens wordt gevormd door de Saint Lawrence. Buurgemeenten zijn L'Ange-Gardien, Sainte-Brigitte-de-Laval en Sainte-Anne-de-Beaupré. De stad ligt zo'n dertig kilometer ten noordoosten van de provinciehoofdstad Québec, ter hoogte van het Île d'Orléans in de Saint Lawrence.
De eerste nederzetting uit de tijd van Nieuw-Frankrijk werd hier gesticht in 1678. Heel wat van de oudste families in Québec vestigden zich hier. Nog steeds hebben heel wat inwoners een stamboom die teruggaat tot de pioniersfamilies. De parochie van Maria-Visitatie van Château-Richer is de oudste landelijke katholieke parochie ten noorden van Mexico.
De plaats strekt zich uit over meerdere kilometers langsheen Route 138, oorspronkelijk gekend als Chemin du Roy of King's Road, nadien hernoemd tot de Avenue royale. Deze weg is een van de eerste die werd aangelegd in Noord-Amerika en volgt de noordelijke oever van de Saint Lawrence.